# تولون (غرمي)
تولون (بالإنجليزية: Tulun, Iran)‏ هي قرية تقع في أردبيل في إيران. يقدر عدد سكانها بـ 336 نسمة .